# LG G 프로 2
LG G 프로 2(LG G Pro 2)는 LG전자에서 제조/판매하는 안드로이드 패블릿 스마트폰으로, LG 옵티머스 G Pro의 후속작이다. 2014년 2월 13일 대한민국에서 열린 미디어데이 행사를 통해 정식 발표되었으며, 2014년 2월 21일 SK텔레콤, KT, LG U+ 이동 통신 3사를 통해 출시되었다.

## 특수 기능

### 노크 코드
LG G 프로 2는 '노크 코드(Knock Code)'가 처음으로 탑재된 기기이다. LG전자는 언론 보도용 기사에서 이 기능을 첫 번째로 기재하며, 보안성과 편의성이 탁월하다고 소개했다.
노크 코드는 LG G2의 '노크온(KnockOn)'에 잠금해제 기능을 추가한 기능으로, 화면을 켜는 것과 잠금화면을 해제하는 것을 동시에 처리한다.
사용방법은 이렇다. 화면의 특정영역을 4사분면으로 나눈다고 가정하면, 각 영역에 1, 2, 3, 4의 숫자가 가상으로 부여된다. 비밀번호를 4자리인 "1234"로 설정했을 경우, 1번 영역부터 4번 영역까지 순서대로 터치하면 화면이 켜지면서 홈 화면이 나타난다. 비밀번호 설정은 2자리부터 8자리까지 가능하며, 경우의 수는 8만 가지 이상이다.
노크 코드는 터치 순서를 추측할 수 있는 흔적이 노출되지 않으며, 패턴 그리기나 숫자 입력과 달리 화면을 보지 않고 손가락의 움직임만으로 잠금화면을 풀 수 있다.

## 하드웨어
LG전자는 G 프로 2의 컨셉을 "보고, 찍고, 듣는 즐거움을 마음껏 누릴 수 있는 대화면 전략 스마트폰"이라고 밝혔다.

### 화면
LG G 프로 2는 5.9인치 Full HD IPS 디스플레이를 탑재했다. IPS 디스플레이는 밝기, 저전력, 야외시인성, 색정확성 등이 뛰어나며 하나의 픽셀이 적, 녹, 청으로 구성된 Real RGB 방식을 적용해 화질이 선명하다. LG전자는 베젤을 3mm대로 줄여 스마트폰 앞면의 전체 면적에서 화면이 차지하는 비율을 77%대까지 높혔으며 따라서 사용간 몰입감이 뛰어나다고 밝혔다.

### 카메라
LG G 프로 2는 1300만 화소의 후면 카메라를 장착했다. LG G2와 하드웨어적으로 같으나 OIS(광학식 손떨림 보정)을 소프트웨어적으로 보다 향상시킨 'OIS플러스' 기술을 탑재했다. 전면 카메라는 렌즈 성능을 향상시킨 210만 화소를 채택했다.
하지만 낮에 그림자진 어두운 부분이나 야간 촬영시 사진을 뭉개는 현상이 심하여 해당 촬영은 포기하는게 좋다.

### 스피커
LG G 프로 2는 1W(와트)급 고출력 스피커를 탑재했다. LG전자는 전작 대비 30% 이상 출력이 향상되어 소리가 명료해지고 고음이 강화된다고 밝혔다. 크기가 0.5mm가량 두꺼워져 중저음도 보완되었다.

## 운영체제와 소프트웨어
LG G Pro 2는 구글의 안드로이드 OS 4.4.2 킷캣을 탑재했으며, 사용자 경험을 더욱 강화시켰다. 추가된 기능은 다음과 같다.

### 카메라 UX
- 내추럴 플래시(Natural Flash) : 플래시 발광 전, 발광 후의 사진을 촬영한 후 합성하여 왜곡된 색표현, 과다 노출 등을 보정해준다. 실제 느낌에 더 가까운 사진을 촬영할 수 있다.

- 매직 포커스(Magic Focus) : 포커스를 자동으로 변경해 연속으로 촬영한 후 원하는 이미지를 선택하거나 여러 이미지를 합성할 수 있다. 한 장의 사진에 모든 포커스를 넣을 수도 있다.

- 버스트샷 플레이어(Burst Shot Player) : 버스트샷으로 촬영된 사진을 하나의 영상처럼 볼 수 있다.

- 슬로우 모션(Slow Motion) : HD급으로 촬영한 동영상을 1/4배속까지 느리게 재생할 수 있다. 배속을 정하고 촬영하는 것만이 아닌 촬영 후에 배속을 변경해 재생할 수도 있다.

- UHD 레코딩(UHD Recording) : 4K 울트라 HD급(3,840*2,160) 해상도로 동영상을 촬영할 수 있다.

- LCD 플래시 전면카메라(Flash for Selfie) : 전면 카메라 모드에서 플래시 대신에 LCD 화면 일부를 조명으로 활용해 어두운 상황에서 카메라를 촬영해도 사진이 밝게 나온다.

### 대화면 UX
- 미니 뷰(Mini View) : 화면에 작은 창을 띄워 또 하나의 스마트폰을 만들어 주는 기능으로, 작은 창의 화면에도 홈 스크린이 나타난다. 작은 창은 최대 4.7인치까지 늘일 수 있고, 위치 이동도 가능하다.

- 듀얼 브라우저(Dual Browser) : 인터넷 브라우저를 위아래 공간에 다른 화면을 각각 표시할 수 있다.

### 사생활 보호 UX
- 컨텐츠 잠금(Content Lock) : 사진, 동영상, 노트북, 메모 등의 앱에서 파일을 숨길 수 있다. 숨기는 것은 물론 비밀번호 설정도 가능하다. 잠가 놓은 파일은 공유해도 검색이 되지 않는다.

- 게스트 모드(Guest Mode) : 잠금패턴을 달리해 하나의 스마트폰을 마치 두 개로 사용할 수 있다. '게스트 모드'에서는 사진, 이메일, 메신저 등 개인정보에 대한 접근이 차단되고 제한된 앱만이 구동된다.

### 안드로이드 5.0.1 롤리팝
2015년 1월 30일, LG전자 LG G Pro 2(F350S/K/L)의 안드로이드 OS 5.0.1 롤리팝 업데이트가 시작되었다.

## 반응

### 리뷰
LG G 프로 2는 리뷰에서 대부분 좋은 평가를 받았다. 플레이웨어즈는 10점 만점에 8.5점을 주면서 LG의 완숙된 2세대 G-Style 기기라고 평했다. underkg는 8.8점을 주면서 LG의 실수라고 평가했다. 세티즌에서는 하드웨어, UX, 사용 시간의 상승 등을 칭찬했지만 적응이 필요한 후면 버튼과 슬로우 모션의 제한된 사용을 단점으로 평했다.

## 액세서리

### 퀵윈도우 케이스
LG전자에서 제공하는 정품 플립커버 케이스로 커버를 열지 않고, 통화를 하거나 사진촬영, 문자확인, 시계, 음악, 날씨, 알람 등의 자주 사용하는 기능을 바로 사용할 수 있다.

## 변종

### 대한민국

#### LG-F350S/K/L
SK텔레콤과 KT, LG유플러스용으로 출시된 제품으로, LTE 어드밴스드를 지원한다.

## 색상
- 화이트
- 실버
- 타이탄
- 레드 - SK텔레콤 전용

## 경쟁 기종
- 삼성 갤럭시 노트3
- 팬택 베가 시크릿 노트
- 애플 아이폰 5s
- 소니 엑스페리아 Z1

## 같이 보기
- LG G 시리즈
- LG G2
- LG 옵티머스 G 프로